# Prefettura di Doufelgou
La prefettura di Doufelgou è una prefettura del Togo situato nella regione di Kara con 78.635 abitanti al censimento 2010. Il capoluogo è la città di Niamtougou.

## Località
La prefettura è suddivisa nelle seguenti località:
Agbande, Agounde, Akare, Akpante, Aliande, Aloum, Aloumere, Andjide, Aniandide, Anima, Atiaka, Baga , Bontan, Bourgou, Defale, Djorergou, Doudongue, Hago, Houde, Kadjala, Kaparama, Kapoo, Kawanga, Kore, Koubakou, Kouka, Koukou, Koukpandiada, Koularo, Kounfaga, Kounyanetme, Koussourkou, Koutougou, Kouwahaya, Kpabide, Kpadero, Kpaha, Lao, Leon, Lokorea, Massedena, Misseouta, Niamtougou, Niatin, Ntounkwe, Oudiran, Paboute, Padebe, Palaka, Palako, Palanko, Passoute, Pilia, Pouda, Pouffa, Pouroum, Selebino, Semouhourl, Sihebi, Siou, Sioudouga, Sode, Soulao, Tagbesse, Talada, Tanakou, Tapouenta, Tapounde, Tchitchide, Tchitchide Tare, Tenega, Tidira, Togarhaouide, Walade, Wianne, Yaka, Yaoute, Yawaka.